# سامارا (روسیه)

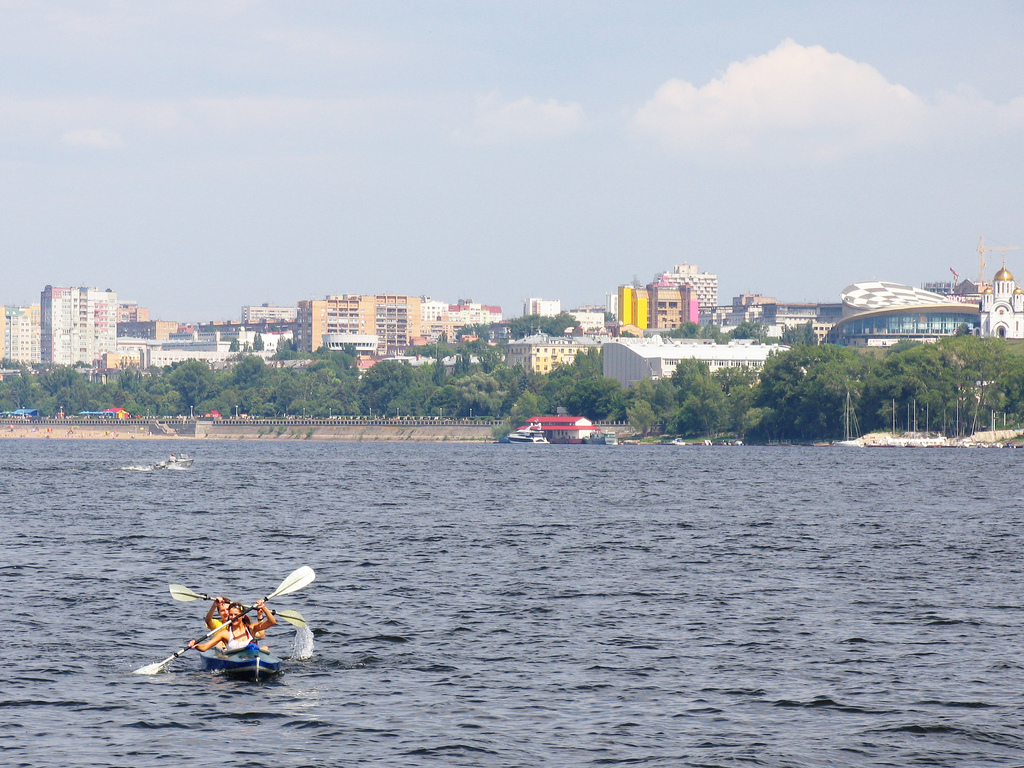
نمایی از شهر سامارا

سامارا (به روسی: Сама́ра)، که از ۱۹۳۵ تا ۱۹۹۰ کوبیشف خوانده می‌شد، ششمین شهر بزرگ روسیه است. این شهر در قسمت جنوب شرقی روسیه اروپایی، در ناحیه فدرالی ولگا قرار گرفته است. سامارا همچنین مرکز استان سامارا نیز می‌باشد. جمعیت این شهر در ۲۰۱۰ میلادی، ۱.۱۶۴.۹۰۰ نفر بوده است. شهر سامارا در هم‌ریزگاه دو رود ولگا و سامارا قرار دارد. روبروی رود ولگا در این شهر، کوه‌های ژیگولی دیده می‌شوند. منطقه کلانشهر سامارا که تولیاتی و سیزران را در بر می‌گیرد، بیش از سه میلیون تن جمعیت دارد. سامارا در گذشته یک شهر بسته بود اما امروزه به یک مرکز سیاسی، اقتصادی، صنعتی و اجتماعی بزرگ در روسیه تبدیل شده است.

## مترو
متروی سامارا در سال ۱۹۸۷ تأسیس شده و هم‌اکنون دارای ۱ خط و ۱۰ ایستگاه می‌باشد.